# Coccinelle (Unternehmen)
Coccinelle S.p.A. ist ein italienisches Modeunternehmen mit Sitz in Sala Baganza, das sich auf Lederwaren und Taschen spezialisiert hat. Es befindet sich seit 2012 im Besitz des koreanischen Konzerns E-Land, zu dem unter anderem auch die Marke Mandarina Duck gehört.

## Geschichte
Coccinelle wurde 1978 in Sala Baganza von Giacomo Mazzieri als Lederwarenhersteller gegründet, der sich überwiegend auf die Produktion von Handtaschen im mittel- bis höherpreisigen Segment spezialisierte. Das Sortiment wurde seit der Gründung stetig ausgebaut, so dass 2011 auch Accessoires wie Gürtel, Handschuhe, Hüte, Schals, Uhren bis zu Brieftaschen und Kalendern angeboten wurden. Neben eigenen Produkten stellte Coccinelle auch Accessoires in Lizenz von Miss Sixty her. Der Unternehmensname (Firma) bedeutet auf Italienisch Marienkäfer und das Unternehmenslogo zeigt ein solches, stilisiertes Insekt.
2006 erwarb der Modekonzern Mariella Burani die Aktienmehrheit des Unternehmens und verwendete Coccinelle als Modemarke. In diesem Jahr setzte Coccinelle 52 Mio. Euro um. 35 % des Umsatzes werden nach eigenen Angaben außerhalb Italiens generiert. Im Mariella Burani-Konzern gehörte Coccinelle als eigenständiges Unternehmen zur Unternehmenstochter Antichi Pellettieri, einer ebenfalls börsennotierten Aktiengesellschaft. Andere bekannte Marken des Konzernverbundes waren Mila Schon, Calvin Klein und René Lezard. Mariella Burani ging 2010 in Liquidation.
2012 übernahm E-Land Coccinelle und beließ Angelo Mazzieri als Geschäftsführer. Chefdesignerinnen sind seit 2017 Eleonora Pujia and Vinciane Stouvenaker. 2016 lag der Umsatz von Coccinelle bei 77 Millionen Euro.
Coccinelle-Produkte wurden 2012 in 90 Coccinelle-Läden weltweit vertrieben. Weiterhin wurden die Produkte weltweit über 1.100 Einzelhändler an Endverbraucher verkauft. Der Vertrieb und die Betreuung der Einzelhändler war über 14 nationale Agenturen (Showrooms) organisiert.